# Arman Tschilmanow
Arman Tschilmanow (kasachisch: Арман Чилманов; * 20. April 1984) ist ein kasachischer Taekwondokämpfer.
Er belegte bei den Asienspielen 2002 und den Asienspielen 2006 jeweils den dritten Rang. Bei den Asienmeisterschaften gewann er 2006 die Gold- und 2008 die Bronzemedaille. 2007 und 2009 erzielte er bei den Weltmeisterschaften Bronze. Sein größter Erfolg war die olympische Bronzemedaille, die er 2008 in Peking holte.